# Vincenzo du Jardin
Pour les articles homonymes, voir Du Jardin et Dujardin.
Vincenzo du Jardin aussi écrit Vincenzo Dujardin (né en 1820 à Milan et mort en 1906 dans la même ville) est un noble italien et patriote et médecin de profession connu pour avoir tenté un attentat républicain à Rome en 1852.

## Biographie
Vincenzo du Jardin descend de la branche de Pesaro de la maison Sforza par son grand-père maternel qui fut l'un des plus proches conseillers du doge Alvise Giovanni Mocenigo. Sa famille est une ancienne famille vénitienne ayant prospéré sous la Sérénissime. De nombreux membres de sa famille ont occupé des postes importants à Venise et sous la république Florentine depuis le XVIe siècle. La famille Dujardin descend d'un certain Joseph né à Lille en 1752, ingénieur spécialisé dans les armes à feu. Après avoir épousé un noble de la Chambre des Gava Zara en Yougoslavie (à l'époque partie des domaines de la Serenissima), la famille s'installe d'abord à Venise. 
Médecin de profession, il a fondé la prestigieuse Scala Caffè, imprégné des idées d'indépendance et par le carbonarisme il participe à la Première guerre d'indépendance italienne aux côtés des républicains et de notamment Giuseppe Mazzini.
Il fut ambassadeur de la jeune République de Saint-Marc jusqu'à sa chute en 1849.
En 1852 avec 8 complices ils tentent un attentat à Rome qui échoue. Accusé d'avoir préparé et fusionné les bombes il est accusé d'avoir blessé un des chefs de la police de la ville. Il est finalement acquitté à Milan.
Il fut maire de la ville de Castelnuovo Magra jusqu'à sa mort en 1906.

## Sources
- Almanacco istorico d'Italia, Volume 1 page 103[3]
- Storia della rivoluzione italiana dalla fucilazione del re Giovacchino Murat ai moti del 31 e 48: dalle memorande battaglie del 59 fino alla presa di Roma

 page 415
- Liszt a Como e Milano (Luciano Chiappari), page 343[5]
- La Civiltà cattolica page 250,251 et 292[6]
- Giuseppe Mazzini inaugurandosi in Genova il monumento decretatogli dal popolo riconoscente:Il XXII giugno MDCCCLXXXII.
- Scritti editi ed inediti Volume 7 ;Volumes 89 à 90 de Giuseppe Mazzini, page 172[7]
- Storia politico-militare della guerra dell'indipendenza italiana(1859-1860)Par Pier Carlo Boggio, page 322[8]